# Wendell Oliveira
Wendel de Oliveira Marques (Rio de Janeiro, 26 de setembro de 1983), mas conhecido como Wendell Negão ou War Machine é um lutador brasileiro de artes marciais mistas e compete atualmente no Peso Meio Médio do Ultimate Fighting Championship.

## Carreira no MMA
Wendell construiu seu nome no MMA nacional acumulando várias vitórias e sendo campeão em alguns eventos nacionais, até se tornar um dos melhores pesos-médios do Brasil.

### The Ultimate Fighter: Brasil 3
Wendell participou da seletiva do The Ultimate Fighter: Brasil 3. Nas eliminatórias, lutou com Warlley Alves para ficar entre os 16 escolhidos mas perdeu por decisão dividida e perdeu a chance participar no reality.

### Ultimate Fighting Championship
Wendell fez sua estreia em 9 de Novembro de 2014 no UFC Fight Night: Pezão vs. Arlovski II contra Santiago Ponzinibbio e perdeu a luta por nocaute no primeiro round.
Wendell era esperado para lutar em 22 de Fevereiro de 2015 no UFC Fight Night: Pezão vs. Mir contra o americano TJ Waldburger. No entanto, seu adversário passou mal antes da horas antes da pesagem e não pode lutar no evento. A luta entre os dois foi remarcada para 30 de Maio de 2015 no UFC Fight Night: Condit vs. Alves, porém, Waldburguer se lesionou e foi substituído por Darren Till, ele foi derrotado por nocaute no segundo round.

## Cartel no MMA
| Cartel no MMA       |             |            |
| 33 lutas            | 24 vitórias | 9 derrotas |
| Por nocaute         | 11          | 4          |
| Por finalização     | 3           | 4          |
| Por decisão         | 10          | 0          |
| Por desqualificação | 0           | 1          |

| Res.    | Cartel | Oponente                      | Método                               | Evento                                     | Data                   | Round | Tempo | Local                              | Notas |
| ------- | ------ | ----------------------------- | ------------------------------------ | ------------------------------------------ | ---------------------- | ----- | ----- | ---------------------------------- | ----- |
| Derrota | 24-9   | Darren Till                   | Nocaute (cotoveladas)                | UFC Fight Night: Condit vs. Alves          | 30 de maio de 2015     | 2     | 1:37  | Goiânia                            |       |
| Derrota | 24-8   | Santiago Ponzinibbio          | Nocaute (Socos)                      | UFC Fight Night: Pezão vs. Arlovski II     | 13 de setembro de 2014 | 1     | 1:20  | Brasília                           |       |
| Vitória | 24-7   | Vinicius Bohrer               | Decisão (unânime)                    | FTF 7 - Face to Face 7                     | 2 de maio de 2014      | 3     | 5:00  | Rio de Janeiro                     |       |
| Vitória | 23-7   | Antonio Sales Silva Jr.       | Nocaute Técnico (Socos)              | PC - Pentagon Combat 16                    | 6 de julho de 2013     | 1     | 3:27  | Varginha, Minas Gerais             |       |
| Vitória | 22-7   | Valdir Silva Sabino           | Decisão (unânime)                    | PC - Pentagon Combat 16                    | 6 de julho de 2013     | 2     | 5:00  | Varginha, Minas Gerais             |       |
| Vitória | 21-7   | Jose de Ribamar Machado Gomes | Nocaute (joelhada voadora e socos)   | Smash - Smash Fight                        | 3 de maio de 2013      | 1     | 3:11  | Curitiba, Paraná                   |       |
| Vitória | 20-7   | Alex Oliveira                 | Decisão (unânime)                    | WOCS - Watch Out Combat Show 25            | 12 de abril de 2013    | 3     | 5:00  | Rio de Janeiro                     |       |
| Vitória | 19-7   | Adilson Fernandes Ribeiro Jr. | Nocaute (Socos)                      | MFS - Meriti Fight Show                    | 27 de setembro de 2012 | 1     | 0:48  | São João de Meriti, Rio de Janeiro |       |
| Vitória | 18-7   | Helio Abicassiz               | Nocaute (socos)                      | MFS - Meriti Fight Show                    | 27 de setembro de 2012 | 1     | 0:41  | São João de Meriti, Rio de Janeiro |       |
| Derrota | 17-7   | Guilherme Vasconcelos         | Finalização (mata-leão)              | WOCS - Watch Out Combat Show 20            | 27 de julho de 2012    | 2     | N/A   | Rio de Janeiro                     |       |
| Vitória | 17-6   | Fabio Ferreira                | Nocaute (soco)                       | EF - Extreme Force MMA                     | 17 de março de 2012    | 1     | 3:48  | Miguel Pereira, RJ                 |       |
| Vitória | 16-6   | Rafael D'Alseco               | Nocaute técnico (socos)              | WOCS - Watch Out Combat Show 17            | 17 de dezembro de 2011 | 1     | 2:02  | Rio de Janeiro-RJ                  |       |
| Vitória | 15-6   | Levi da Costa                 | Nocaute (Socos)                      | Spartan MMA - Spartan MMA 2011             | 26 de novembro de 2011 | 1     | N/A   | São Luís, Maranhão                 |       |
| Vitória | 14-6   | Tiago Passos                  | JF - Jungle Fight 32                 | Jungle Fight 15                            | 10 de setembro de 2011 | 2     | 3:36  | São Paulo-SP, Brasil               |       |
| Vitória | 13-6   | Gil de Freitas                | Decisão (Dividida)                   | JF - Jungle Fight 26                       | 2 de abril de 2011     | 3     | 5:00  | São Paulo-SP                       |       |
| Vitória | 12-6   | Elder Lara                    | Finalização (Triângulo de braço)     | CB - Combat Brazil 1                       | 4 de janeiro de 2009   | 1     | 2:14  | Rio de Janeiro                     |       |
| Vitória | 11-6   | Tadeu Mendonça                | Nocaute técnico (socos)              | JF - Jungle Fight 24                       | 19 de dezembro de 2010 | 1     | 3:05  | Rio de Janeiro                     |       |
| Vitória | 10-6   | Fabiano Sales                 | Finalização (mata-leão)              | CTOF - Cage Tech Open Fight 1              | 7 de novembro de 2010  | 1     | N/A   | Bangu, Rio de Janeiro              |       |
| Vitória | 9-6    | Andre Santos                  | Decisão (unânime)                    | MK - Mega Kombat                           | 24 de julho de 2010    | 3     | 5:00  | Governador Valadares, Minas Gerais |       |
| Vitória | 8-6    | Julian Fabrin Soares          | Decisão (Dividida)                   | SMMA - Staff MMA                           | 10 de julho de 2010    | 3     | 5:00  | São Luís, Maranhão                 |       |
| Vitória | 7-6    | Alexandre Barros              | Decisão (unânime)                    | Ilha Combat 2 - Araujo vs. Zuluzinho       | 19 de dezembro de 2009 | 3     | 5:00  | São Luís, Maranhão                 |       |
| Derrota | 6-6    | Edilberto de Oliveira         | Finalização (Triângulo de braço)     | WFE - Win Fight and Entertainment 4        | 29 de agosto de 2009   | 2     | 0:49  | Salvador, Bahia                    |       |
| Derrota | 6-5    | Hernani Perpetuo              | Nocaute Técnico (Socos)              | WOCS - Watch Out Combat Show 4             | 25 de junho de 2009    | 1     | N/A   | Rio de Janeiro                     |       |
| Vitória | 6-4    | Jonathan Jonathan             | Nocaute Técnico (Socos)              | LBLA - Liga Brasileira de Lutas Associadas | 2 de maio de 2009      | 2     | 0:52  | Rio de Janeiro                     |       |
| Vitória | 5-4    | Flavio Alvaro                 | Decisão (unânime)                    | WOCS - Watch Out Combat Show 1             | 10 de maio de 2008     | 3     | 5:00  | Rio de Janeiro                     |       |
| Vitória | 4-4    | Edilson Florencio             | Decisão (Majoritária)                | IC - Ilha Combat                           | 9 de março de 2008     | 3     | 5:00  | Belém, Pará, Brasil                |       |
| Vitória | 3-4    | Ivan Ivan                     | Nocaute técnico (socos)              | DFC - Detonacao Fight Championship         | 20 de novembro de 2007 | 2     | 4:15  | Cuiabá, Mato Grosso                |       |
| Derrota | 2-4    | Igor Fernandes                | Finalização (anaconda)               | Shooto Brazil - Pro Am                     | 18 de outubro de 2007  | 2     | 2:35  | Rio de Janeiro                     |       |
| Derrota | 2-3    | Jorge Rodrigues Silva         | Desqualificação (chute ilegal)       | Shooto Brazil 3 - The Evolution            | 7 de julho de 2007     | 1     | N/A   | Rio de Janeiro                     |       |
| Derrota | 2-2    | Leandro Silva                 | Nocaute técnico (interrupção médica) | Shooto - Brazil 2                          | 24 de março de 2007    | 2     | 1:49  | Rio de Janeiro                     |       |
| Vitória | 2-1    | Julian Fabrin Soares          | Finalização (mata-leão)              | Shooto Brazil 1 - The Return               | 3 de dezembro de 2006  | 1     | 2:50  | Rio de Janeiro                     |       |
| Vitória | 1-1    | Ricardo Petrucio              | Decisão                              | TFMMA - Top Fighter MMA                    | 2 de agosto de 2006    | 3     | 5:00  | Rio de Janeiro                     |       |
| Derrota | 0-1    | Vitor Hugo Rodrigues Passos   | Finalização (mata-leão)              | CGF 1 - Campo Grande Fight 1               | 11 de março de 2006    | N/A   | N/A   | Campo Grande                       |       |